# Virus suy giảm miễn dịch mèo
Virus Feline immunodeficiency, còn gọi là Vi rút suy giảm miễn dịch mèo (viết tắt là FIV) là một lentivirus ảnh hưởng đến mèo trên toàn thế giới. Từ 2,5% đến 4,4% tổng số mèo trên toàn thế giới bị nhiễm FIV. FIV khác về mặt phân loại với hai loại retrovirus mèo khác, virus bạch cầu mèo (FeLV) và vi rút bọt xốp (FFV), và có liên quan chặt chẽ hơn với virus suy giảm miễn dịch ở người (HIV). Trong vi rút FIV, năm loại phụ đã được xác định dựa trên sự khác biệt trình tự nucleotide mã hóa được bản chất virus (env) hoặc polymerase (pol). FIV là lentivirus không thuộc nhóm linh trưởng duy nhất gây ra một hội chứng giống AIDS, nhưng FIV không gây tử vong cho mèo, và các con mèo mang bệnh có thể sống tương đối khỏe mạnh, đóng vai trò như các vật chủ mang và truyền bệnh trong nhiều năm. Một loại thuốc chủng ngừa đã có sẵn mặc dù hiệu quả của nó vẫn chưa được chắc chắn. Mèo sẽ có kết quá xét nghiệm là dương tính với kháng thể FIV sau khi được tiêm phòng.
FIV lần đầu tiên được chiết tách vào năm 1986 bởi Tiến sĩ Smith tại trường thú y UC Davis, với nguồn gốc là từ một nhóm mèo có tỷ lệ nhiễm trùng cơ hội và điều kiện thoái hóa cao và ban đầu virus này được gọi với cái tên là Feline T-lymphotropic Virus (FTLV). Virus này đã được xác định có trong các quần thể mèo nhà trên toàn thế giới.